# Egnatius Lucilianus

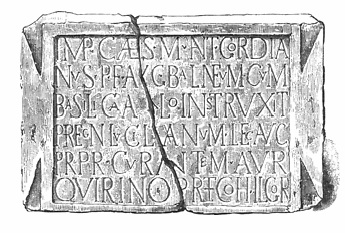
Die Steinplatte mit der Inschrift

Egnatius Lucilianus (sein Praenomen ist nicht bekannt) war ein im 3. Jahrhundert n. Chr. lebender Angehöriger des römischen Senatorenstandes.
Durch zwei Inschriften, die bei den ehemaligen römischen Militärlagern Longovicium und Bremenium gefunden wurden, ist belegt, dass Egnatius Lucilianus Statthalter (Legatus Augusti pro praetore) der Provinz Britannia inferior während der Regierungszeit Gordians III. (238–244) war. Als Statthalter der Provinz Britannia inferior war er zugleich auch Kommandeur (Legatus legionis) der Legio VI Victrix, die ihr Hauptlager am Sitz des Statthalters in Eboracum, dem heutigen York hatte.

## Datierung
Die Inschrift aus Longovicium ist eine Bauinschrift, die Gordian III. (Imperator Caesar Marcus Antonius Gordianus Pius Felix Augustus) gewidmet ist. Sie wird bei der Epigraphik-Datenbank Clauss-Slaby (EDCS), bei der Epigraphischen Datenbank Heidelberg (EDH) und bei Roman Inscriptions of Britain (RIB) auf 238/244 n. Chr. datiert.
Die Inschrift aus Bremenium befindet sich auf einem Altar, der von der Cohors I Vardullorum und dem Numerus Exploratorum Bremeniensium gestiftet wurde, die beide den Namenszusatz Gordiani tragen. Sie wird bei der EDCS auf 238/244, bei der EDH und RIB dagegen auf 238/241 datiert.